# Ivan Ruggeri
Pour les articles homonymes, voir Ruggeri.
Ivan Ruggeri, né le 14 octobre 1944 à Telgate dans la Province de Bergame et mort le 6 avril 2013  à Bergame, était un homme d'affaires italien. Ivan Ruggeri fut marié avec Daniela et est père de deux fils, Francesca et Alexandre (Alessandro en italien).
Il fut un brillant entrepreneur avec des intérêts en différents secteurs (matières plastiques, immobilier, bicyclettes, import-export et éditorial).

## Histoire
La vie d'Ivan Ruggeri a toujours été caractérisée par deux grandes passions : le sport et le travail. Il commence, en effet, à travailler comme représentant de la petite maison à conduction familiale. Il concentre son énergie à la récupération des matériels plastiques, en réussissant à ouvrir la première fabrique. Dès lors, il entame son expansion dans le monde de l'industrie. Son autre grande passion est le cyclisme. À 16 ans, il fréquente l'école « Fausto Coppi » de Milan et réussit à collectionner quelques succès et beaucoup de places d'honneur, comme la quatrième place au tour des Asturie, en Espagne. En 1965, cependant, il décide de ne plus courir, même si le sport restera toujours son grand amour. En 1977, il entre dans le panorama du football italien, en acquérant à hauteur de 19 % l'Atalanta Bergame et, alors, son nom restera toujours lié au club. En février 1994, il accomplit le grand pas en substituant la présidence à Antonio Percassi et, encore aujourd'hui, elle résiste les redini de la société Nerazzurra.